# ワタナベフラワー
ワタナベフラワーは、日本の男性3人組バンド。所属事務所は有限会社スリーチアーズ。略称は「ワタフラ」。元「ザ・パフパフ」。

## メンバー

### 現在のメンバー
- クマガイ　タツロウ
  - 1979年6月8日 - 、血液型AB型、兵庫県西宮市出身、Vo、ラジオDJ、流木アーティスト、日本の俳優
  - 通称は「クマーン」。作詞・作曲担当。
  - 再婚。1男あり。父はトラック運転手。今津幼稚園を経て、西宮市立今津小学校、西宮市立今津中学校、兵庫県立西宮今津高等学校卒業。小5で母がいなくなり、弟を養っていた。19歳の時、学業不振で兵庫大学中退、父に勘当される。
  - 妻子はセブ島へ移住
  - 赤メガネ・赤ジャケット担当。
  - 2021年から神戸市内を転々と引っ越し現在大家さんに養われている。
  - 2022年7月　留学中の息子と妻が一時帰国し再会する
  - 自称あの時の生田斗真、反町隆史、高島礼子似。城田優にも似てると本人は言い張る。
  - 城田優さんからは公認を得る
  - 流木アーティスト
  - 将来の夢はクマちゃんランド建国。
  - Kissfmkobeで平日朝ラジオ番組シャカリキ7：30~11：00・月~木）を担当。番組内でアコースティック・ギターを演奏する。納豆が好きなことを公言しており、シャカリキ番組内火曜日「ネバーのコーナー」で、納豆アレンジレシピを試食中。同時に8時30分～20分程度シャカリキ公式InstagramアカウントにてLIVE配信も実施。時たま番組内で話を盛ることがあり、キスナーや番組スタッフから突っ込まれている。
  - 盛りのクマさん
- ムサ
  - 1982年12月13日 - 、血液型B型、東京都練馬区出身、Ba
  - ムサ ヒデカズ。通称は「ムサさん」「むっちゃん」。
  - 既婚。妹はミュージカル女優の撫佐仁美。父は常務。
  - アニメやサブカルチャーを趣味としており、アニメソングのコピーバンド「あー言えばオーイェー!!」や関西を中心に活動するアイドルの松林てろるが主宰するバンド「HUMAN ERRRRROR」に参加、神戸最大級の屋外コスプレイベント「かみこす！」やアニソンイベント「アニバースト！」を主催、アニクラDJとして出演するなどしている。『ラブライブ!』の東條希推し。
- イクロー
  - 1985年7月30日 - 、血液型B型、大阪府堺市南区出身、Gu
  - ウメダ イクロウ。2009年4月29日開催の「GOING KOBE 09」から加入。通称は「イクちゃん」。作詞・作曲を担当。
  - 父は医師。
  - 2022年より、さやか（イエスハッピー!）、ガーヤマちゃん（千日前ゴールデンポップス／元放課後ボーイズ）とヒップホップユニット「朝練ガールズ」としても活動[2]。

### サポートメンバー
- やっちん
  - 12月26日 - 、Dr
  - 2013年2月からオフィシャルサポートドラマーとして参加。
- ICHI
  - 5月25日 - 、Key
  - 普段はサーカスフォーカスのボーカル兼キーボードを担当。2022年よりオフィシャルサポートキーボーディストとして参加。

### 旧メンバー
- ニシムラ マリ（Ba） - 結成当初に在籍。
- モミヤマ ユウスケ（1984年7月14日 - 、血液型A型、Gu） - 2009年4月28日付で脱退。
- オオタニ シンスケ（1979年7月21日 - 、血液型A型、兵庫県神戸市出身、Dr） - 2012年12月31日付で脱退。

## 概要
- ｢とにかく楽しく! 誰にでも分かりやすいロックンロール｣を目指し、2001年に神戸で結成。
- バンド名は、スタジオの帰りに見つけた花屋から取った。バンド名に使わせて下さいとその花屋に挨拶に行ったが「うちはCD聴く機械がないから」と渡したCDは返されたらしい。
- 「ワクワクロックンロールバンド」と銘打っているように、ライブではシャボン玉やジェット風船が舞うなど、エンターテインメント性の高いステージを繰り広げている。
- イベントでの出演では多くの他の出演者が撮影NGの中でも、撮影タイムを設けるなど、撮影OKのスタンスをとる。
- ファンの総称は「花屋」[3]で、ファンクラブの名前は「ハナメガネ」[4]である。
- クマガイはABCテレビの情報番組『おはよう朝日です』のリポーターを務めている。前司会者の宮根誠司からは「芸人」といじられていた。また番組での共演をきっかけに、クマガイと同じく番組でリポーターを務めるたつをとともに「宮根誠司と2T」を結成している。
- 2012年5月、クマガイが通天閣もりあげ隊長に就任[5]。同年7月には「思い出の通天閣」・「ハイ！通天閣」が通天閣の公認曲に認定された。通天閣の曲が公認されたのは歌詞に「通天閣」が入っているDREAMS COME TRUEの『大阪LOVER』以来。[6]
- 2012年8月、クマガイがカゴメ「トマトもりあげ隊長」に就任[7]。
- 2015年8月22日、「同じ震災を経験したものとして東北の人に「神戸は元気にやっとうよ！」というのを見せたい！」との気持ちから『神戸1000万ドルの野外フェス 神戸ストラット』を主催[8]。その年は灘区の神戸摩耶山掬星台で開催。以降毎年神戸市の各地で開催している。
- 2016年9月22日、垂水区の舞子公園にて「神戸ストラットin舞子公園2016 世界一の吊り橋が見える野外フェス 〜元気にやっとうよ〜」を開催。
- 2017年2月、ヴィッセル神戸応援大使に就任。
- 2017年10月28日、東灘区の六甲アイランドリバーモール公園にて「神戸ストラット2017 in 六甲アイランド～元気にやっとうよ～」を開催。
- 2018年3月、スカイバス神戸[9]PR隊長に就任
- 2018年11月3日、兵庫区の御崎公園球技場＜ノエビアスタジアム神戸＞場外園地にて「神戸ストラット2018 in ノエビアスタジアム神戸場外」を開催。
- 2019年6月、神戸市立王子動物園応援隊長に就任[10]。
- 2019年10月19日、長田区の若松公園にて「神戸ストラット2019 in 新長田若松公園鉄人広場」を開催。
- 2020年3月15日、須磨区の須磨海浜水族園にて「神戸ストラット2020 in スマスイ〜ありがとう この街に響け〜」の開催を予定していたが、会場の須磨海浜水族園が新型コロナウイルスの感染症拡大の防止のため、3月3日から3月15日までの間臨時休園が発表[11]され、2月29日に開催中止が発表された[12]。

## ディスコグラフィー
「走る男」「君とフルーツ」はライブ会場の他に、タワーレコード神戸店、中津にある雑貨店・nook tourでも販売されている。

### シングル
| 発売日         | タイトル                              | 収録曲 | 備考                                                                                |
| -------------- | ------------------------------------- | --- | ----------------------------------------------------------------------------------- |
| 2006年12月06日 | ビバ結婚（special edition）／僕の恋人 | 1. ビバ結婚（Special Edition) 2. 僕の恋人 3. スカートの中 |                                                                                     |
| 2007年11月30日 | 恋・恋・恋                            | 1. 恋☆愛☆恋愛 2. 恋のジェットコースターロマンス 3. 恋のトキメキアイスクリーム | ライブ会場限定販売                                                                  |
| 2009年1月8日   | パパたこイェー!!                      | 1. パパたこイェー!! 2. ワルたこブルース 3. パパたこイェー!!（カラオケ） 4. ワルたこブルース（カラオケ） | ライブ会場限定販売 ワタナベフラワーwithパパたこ名義                                 |
| 2009年12月23日 | VAO                                   | <CD> 1. 君の日 2. うふふ 3. 夢の海外旅行（'09.10.31 VAO 学園祭ライブ） 4. 君の日（カラオケ） 5. うふふ（カラオケ） <DVD> 1. うふふ（PV) 2. ビバ結婚（'09.10.31 VAO 学園祭ライブ） 3. インスタントコーヒー（'09.10.31 VAO 学園祭ライブ） 4. VAOイズム（トークバラエティ） | ライブ会場限定販売 CD+DVD                                                           |
| 2010年8月20日  | 走る男                                | 1. 走る男 2. 仲良くしようよ 3. ホメロック（ライブ） 4. 走る男（カラオケ） 5. 仲良くしようよ（カラオケ） ＜CDエクストラ＞ - 「走る男」プロモーションビデオ | CDエクストラ                                                                        |
| 2010年11月6日  | 君とフルーツ                          | 1. 君とフルーツ 2. ふららら 3. おーい！べっぴんさん 4. 胸がキューって（ライブ） 5. 君とフルーツ（カラオケ） 6. ふららら（カラオケ） 7. おーい！べっぴんさん（カラオケ）                                                                                                  |                                                                                     |
| 2011年11月12日 | マヨのうた / 元気がE                  | 1. マヨのうた 2. 元気がE（Single ver.） | 3万枚限定生産+追加生産2万枚                                                         |
| 2012年3月7日   | てんとうむし                          | 1. てんとうむし 2. 僕の家 is 君の家 3. てんとうむし（カラオケ） |                                                                                     |
| 2012年4月1日   | マヨのうた / 神戸ストラット           | 1. マヨのうた 2. 神戸ストラット |                                                                                     |
| 2013年1月16日  | なかよくしようよ                      | 1. なかよくしようよ 2. ハイ！通天閣 3. 君の次の彼氏はアメリカ人 |                                                                                     |
| 2013年6月5日   | タン・タン・タン                      | 1. タン・タン・タン 2. 上を向いて歩こう 3. やったぜベイビー（ワタナベフラワー） 4. きっとサンシャイン 〜ママになりたい（ゆーゆ） 5. タン・タン・タン (カラオケ) | ワタナベフラワー&ゆーゆ名義                                                         |
| 2014年5月14日  | 一生懸命はやめられない                | 1. 一生懸命はやめられない 2. スピードラブ 3. 休むday |                                                                                     |
| 2015年8月22日  | KOBEST                                | 1. 神戸ストラット―Thank you KOBE― 2. 神戸へおいで 3. ずーっといっしょ 4. ちゃんとセイ・ハロー |                                                                                     |
| 2016年4月3日   | マイホームサイコー                    | 1. マイホームサイコー 2. たこ焼きの詩 3. まやビューラインのうた 4. This is music too(Recorded in Australia) |                                                                                     |
| 2016年9月22日  | KOBEST 2                              | 1. 神戸ストラット 〜デート編〜 2. なんかめっちゃたるみ 3. いかなご釘煮No.1 4. 神戸へおいで (feat ラピスウィンド アンサンブルlive ver) |                                                                                     |
| 2017年5月21日  | 神戸へおいで                          | 1. 神戸へおいで 2. おみずブギウギ | 神戸開港150周年にちなみCD1枚を150円で販売。 CDは2018年1月9日までに1万枚が完売した。 |
| 2017年7月8日   | 神戸、ヴィッセル音頭                  | 1. 神戸、ヴィッセル音頭 2. GOGO!ヴィッセル神戸 |                                                                                     |
| 2017年10月28日 | KOBEST3                               | 1. 神戸ストラット〜食いしん坊ver〜 2. ハッピーハロウィンアイランド 3. LOVE&TEETH |                                                                                     |
| 2018年11月3日  | KOBEST4                               | 1. 神戸ストラット〜おっさんの兵庫編〜 2. GOGO!ヴィッセル神戸 3. コーベチャント |                                                                                     |
| 2019年10月19日 | KOBEST5                               | 1. 神戸ストラット〜長田編〜 2. かつおのダンス節 3. そうですわたしが花火です |                                                                                     |
| 2020年3月15日  | KOBEST6                               | 1. 神戸ストラット〜須磨編〜 2. ビュビュビュのビュー太郎 |                                                                                     |

### 配信シングル
| 発売日         | タイトル             | 備考                               |
| -------------- | -------------------- | ---------------------------------- |
| 2013年3月14日  | うわさのLINE POP     |                                    |
| 2013年7月22日  | ええやん!!あかし     |                                    |
| 2013年10月5日  | 僕のふるさと案内     |                                    |
| 2013年10月19日 | カナザーワールド     |                                    |
| 2014年1月6日   | おーい!べっぴんさん  |                                    |
| 2014年12月13日 | うまさボーボー       | うまいバンド名義                   |
| 2017年3月4日   | GO!GO!ヴィッセル神戸 |                                    |
| 2019年10月18日 | ナタデココ           |                                    |
| 2019年11月19日 | ゼロになる           |                                    |
| 2020年8月31日  | へまへまひょ〜       | 小林よしひさ＆ワタナベフラワー名義 |
| 2020年9月30日  | おはよう朝日です(仮) |                                    |
| 2021年6月28日  | 祝なベイベー         |                                    |

### アルバム
| 発売日         | タイトル           | 収録曲 | 備考                         |
| -------------- | ------------------ | --- | ---------------------------- |
| 2012年5月2日   | YES!NO!YES!        | <CD> 1. わーい 2. 左右 3. てんとうむし 4. 君とフルーツ 5. おなかがグー2 6. 元気がE 7. 神戸ストラット 8. タクティクスナンバー5「猫をかわいがるオレ」 9. 昔の彼女 10. 僕の家is君の家 11. 走る男 <DVD> 1. てんとうむし（NHKみんなのうたより） 2. てんとうむし（ダンスムービー） 3. 元気がE（ミュージックビデオ） 4. LIVE映像ダイジェスト（2011.10.30 上屋劇場） | CD+DVD                       |
| 2014年6月11日  | ダブルス           | 1. タン・タン・タン 2. わたしきのこです 3. はじめてのチュウ 4. おどるポンポコリン 5. 北風小僧の寒太郎 6. 山口さんちのツトム君 7. 黒ネコのタンゴ 8. いっぽんでもニンジン 9. ケンカのあとは 10. 歩いて帰ろう 11. いい湯だな | ワタナベフラワー＆ゆーゆ名義 |
| 2014年10月8日  | 具体的な応援       | 1. 一生懸命はやめられない 2. 君の名前を考え中 3. インスタントコーヒー 4. ビバ結婚〜YY mix〜 5. 誕生日 6. 君が笑顔の真ん中さ 7. ちゃんとしないとな ※神戸市公認成人式ソング 8. ルールドライブ 9. にんにく原人 10. .ゴーゴーレッツエンジョイサマー〜来年の夏ver〜 11. 脱！一生秘密兵器                                                                          |                              |
| 2016年11月30日 | てんとうむしの家族 | 1. お風呂にいれよう 2. コジカとドーナッツ 3. バスで行こう 4. てんとうむし 5. You and fruits 6. おうちのマーチ 7. ハッピーハロウィンアイランド 8. ずーっといっしょ 9. ちゃんとセイ・ハロー 10. ダンゴムシの詩 11. マイホームサイコー! |                              |
| 2018年4月1日   | 花とゆめ           | 1. 帰ろう 2. おなかがグー 3. 胸がキューって 4. 夢の海外旅行 5. にちようび 6. 僕と君のリズム 7. ホメロック 8. ゴミ |                              |

### ミニアルバム
| 発売日        | タイトル                              | 収録曲 | 備考                                                                         |
| ------------- | ------------------------------------- | --- | ---------------------------------------------------------------------------- |
| 2005年7月6日  | ワクワク大作戦                        | 1. わーい 2. チュウの花 3. 誕生日 4. おなかがグー 5. 僕と君のリズム 6. インスタントコーヒー 7. 胸がキューって                                   | 廃盤                                                                         |
| 2006年6月14日 | ビバ結婚                              | 1. ビバ結婚 2. 日曜日 3. 仲良くしようよ 4. ゴーゴーレッツエンジョイサマー 5. おかえり 6. 帰ろう                                                 | メジャーデビューアルバム                                                     |
| 2008年8月27日 | That's WATANABEFLOWER SHOW!           | 1. ミュージックマン 2. 雨と帽子 3. 春の色 4. 僕の恋人 5. 笑顔の花 6. モーターバイクブギ                                                         | 人気声優6人とのコラボ「That's WATANABE FLOWER SHOW SPECIAL!!」を同時リリース |
| 2008年8月27日 | That's WATANABE FLOWER SHOW SPECIAL!! | 1. ミュージックマン(朴璐美) 2. 雨と帽子(関智一) 3. 春の色(松風雅也) 4. 僕の恋人(鈴村健一) 5. 笑顔の花(櫻井孝宏) 6. モーターバイクブギ(宮野真守) | ワタナベフラワー with PROJECT W名義                                          |
| 2014年2月12日 | YOUNG!                                | 1. 運ぶday 2. ピッピッピッ 3. 僕のふるさと案内 4. 最後に笑って 5. ダンシング男子はジョギング女子に恋をする                                      |                                                                              |
| 2021年4月15日 | 詩の歌                                | 1. たこ焼きの詩 2. ダンゴムシの詩 3. 牛乳の詩 4. 銀幕の詩                                                                                       | 映画「下町の詩」シリーズ主題歌集 ワタナベフラワー×近兼拓史                   |

### タイアップ
| 楽曲名                                 | タイアップ                                                                               |
| -------------------------------------- | ---------------------------------------------------------------------------------------- |
| おなかがグー                           | 「天下一品」CMソング                                                                     |
| ビバ結婚                               | TBS『エンタメキャッチ』オープニングテーマ テレビ神奈川『MUSIC B.B.』オープニングテーマ   |
| パパたこイェー!!                       | 明石のゆるキャラ「パパたこ」のキャラクターソング たこフェリーイメージソング              |
| 走る男                                 | KBS京都『走る男F』主題歌                                                                 |
| ふららら                               | KBS京都『走る男F』挿入歌 ラジオ関西「遊・わーく・ウィークリー」エンディングテーマ        |
| おーい！べっぴんさん                   | 明石ケーブルテレビ「突撃！うちのべっぴんさん」テーマソング                               |
| ミュージックマン                       | Bayfm「路上魂」エンディングテーマ                                                        |
| てんとうむし                           | NHK『みんなのうた』2012年2月〜3月映画「切り子の詩」主題歌                                |
| わーい                                 | 三重テレビ放送「欽ちゃんのニッポン元気化計画」テーマソング                               |
| なかよくしようよ                       | ラジオ関西開局60周年テーマソング                                                         |
| ハイ！通天閣                           | 通天閣公認ソング                                                                         |
| ええやん!!あかし                       | 明石ケーブルテレビ『ええやん!!あかし』テーマソング                                       |
| タン・タン・タン                       | NHK『みんなのうた』2013年6月・7月放送                                                    |
| 運ぶday                                | ヤング開発株式会社TVCMソング                                                             |
| 僕のふるさと案内                       | JCN｢ふるさとタイム｣番組テーマソング                                                      |
| カナザーワールド                       | MRO北陸放送『モリラジ!』企画曲                                                           |
| 一生懸命はやめられない                 | KBS京都『森脇伝説』主題歌 スカイフェスタ松茂2014「空にかける想い、未来へ」イメージソング |
| ちゃんとしないとな                     | 神戸市公認成人式ソング                                                                   |
| うまさボーボー                         | うまい棒公式テーマソング                                                                 |
| ずーっといっしょ                       | 神戸市立王子動物園テーマソング                                                           |
| ちゃんとセイ・ハロー                   | 神戸市路上喫煙防止啓発活動「ステンスワンプロジェクト」キャンペーンソング                 |
| たこ焼きの詩                           | 映画「たこ焼きの詩」主題歌                                                               |
| まやビューラインのうた                 | まやビューライン公認応援ソング                                                           |
| コジカとドーナッツ                     | バンビクリエイトスタジオ公式イメージソング                                               |
| バスで行こう                           | Tacoバス公認イメージソング                                                               |
| おうちのマーチ                         | ヤング開発「おうちのマーチ」CMソング                                                     |
| ハッピーハロウィンアイランド           | 六甲アイランドハロウィンフェスティバル公認ソング                                         |
| ダンゴムシの詩                         | 映画「切り子の詩」挿入歌                                                                 |
| GO!GO!ヴィッセル神戸                   | ヴィッセル神戸応援ソング                                                                 |
| なんかめっちゃたるみ                   | 垂水商店街テーマソング                                                                   |
| いかなごくぎ煮No.1                     | 垂水いかなご祭のテーマソング                                                             |
| 牛乳の詩                               | 映画「恐竜の詩」主題歌                                                                   |
| ゼロになる                             | ゼロ会議公式ソング                                                                       |
| ベビーチーズの歌                       | 六甲バター Q・B・Bベビーチーズ CMソング                                                  |
| ヤーヤーヤング                         | ヤング開発株式会社TVCMソング                                                             |
| 銀幕の詩                               | 映画「銀幕の詩」主題歌                                                                   |
| AMABIEの歌                             | 「アマビエ疫病退散プロジェクト」の応援ソング                                             |
| 祝なべイベー                           | ヤング開発株式会社TVCMソング                                                             |
| ラインはブルー〜地下鉄海岸線のテーマ〜 | 神戸市営地下鉄海岸線書き下ろし曲                                                         |
| 君が笑顔の真ん中さ                     | 朝日放送テレビ『おはよう朝日です』ママリのえがおのたねコーナー使用曲                     |

### DVD
| 発売日         | タイトル                                                                 | 収録曲 | 備考 |
| -------------- | ------------------------------------------------------------------------ | --- | --- |
|                | ワタナベフラワーワンマンライブ！2006.12.24 at 神戸スタークラブ           | 1. ワタナベフラワーのテーマ 2. わーい 3. スカートの中 4. 仲良くしようよ 5. ビバ結婚 6. 元気がいい | 2006年12月24日、神戸スタークラブで行われたワンマンライブの模様を収めたDVD 300枚限定生産（ライブ会場限定販売）                 |
| 2013年10月10日 | まっかなトマト                                                           | 1. まっかなトマト（ワタナベフラワーver.） 2. まっかなトマト（KIRARAver.） | ワタナベフラワー with KIRARA名義 数量限定発売                                                                                 |
|                | WATANABE FLOWER THE MOVIE                                                | 1. 一生懸命はやめられない(MV) 2. 運ぶday(MV) 3. おまけムービー | ミュージックビデオDVD |
|                | ワタナベフラワーファミリーコンサート                                     | 1. オープニング 2. わーい 3. 運ぶday 4. おーい!べっぴんさん 5. まっかなトマト 6. ダンシング男子はジョギング女子に恋をする 7. 君の名前を考え中 8. スピードラブ 9. オフィシャルサポートドラマーやっちんによるドラムソロ 10. 君とフルーツ 11. てんとうむし 12. 一生懸命はやめられない                                                      | 開局20周年 明石ケーブルTV presents クマガイタツロウ祭りin明石 ワタナベフラワーファミリーコンサート 会場：明石市民会館大ホール |
| 2016年4月3日   | いくちゃんさよなら&やっちんおめでとう 〜さよならだけどさよならじゃない〜 | 1. 神戸へおいで 2. てんとうむし 3. タクティクスナンバー5「猫をかわいがるオレ」 4. おなかがグー2 5. 君とフルーツ(オープニング) 6. ずーっといっしょ 7. わーい 8. Uの憂鬱(スピードラブ) 9. 風林火山(スピードラブ) 10. ルールドライブ 11. 君の名前を考え中 12. ゴーゴーレッツエンジョイサマー 13. 一生懸命はやめられない 14. 神戸ストラット | |

### 参加作品
- 19 tribute(2008年6月4日) - 8曲目「水・陸・そら、無限大」

## 出演

### ラジオ
- ワタナベフラワー練乳ラジオ（ラジオ関西、2010年10月7日 - 終了）
- ワタナベフラワーわちゃラジオ（KBS京都、2010年10月10日 - 2018年9月30日）
- ワタナベフラワー　紅白ラジオ（ラジオ関西、2012年10月2日[25] - 終了）
- ワタナベフラワーのウホウホ!ゴリラジオ（ラジオ関西、2021年10月3日 - 2024年3月31日）
- クマガイのみ
  - トキメキじゃナイト（bayfm、2006年10月 - 2008年3月）
  - コザック前田のガガガガ青春ラジオ（ラジオ関西）
  - gifu power countdown 30内・ワタナベフラワーのワタナビゲーション（FM岐阜、2010年6月 - 終了）
  - 嘉門達夫のどんなんやねん!（MBSラジオ、2013年8月15日 -　2014年3月27日）
  - 遊・わーく・ウィークリー（ラジオ関西、- 2018年10月31日 ）
  - Yes!ミュージックカルテ→Yes!ミュージックカルテX→Yes!ミュージックカルテDX（ABCラジオ、2017年4月10日 -　2019年6月30日）
  - 週明けクマチャンネル（ラジオ関西、2019年4月1日 -　2021年9月27日）
  - WE LOVE VISSEL KOBE（Kiss FM KOBE、2019年4月1日 -　2020年9月）
  - 歌声は風にのって（ラジオ関西、2019年4月7日 - 2020年3月29日）
  - サンデー神戸（ラジオ関西、2019年5月 -　）
  - テンション!!!!（Kiss FM KOBE、2020年10月 - 2021年3月30日）
  - 4 SEASONS 水・木曜担当(Kiss FM KOBE、2021年4月 - 2022年3月（予定））
  - シャカリキ(Kiss FM KOBE、2022年4月 - ）
- ムサのみ
  - ワタナベフラワームサヒデカズの尼リカン☆ドリーム（FM aiai、2011年4月2日 - 2012年9月）
  - うたバッカ木曜日 桜 稲垣早希・ワタフラ ムサのアニメ・アイドルバッカ（MBSラジオ、2014年4月4日 - 9月25日）
  - ワタナベフラワームサのアニソン部屋（ラジオ関西、2016年4月1日 - ）[26]
  - 青春ラジメニア（ラジオ関西、2022年4月1日 - ）

### テレビ
- クマガイ、ムサ
  - 突撃！うちのべっぴんさん（明石ケーブルテレビ　たこチャンネル、2009年 - ）リポーター
  - 欽ちゃんのニッポン元気化計画（三重テレビ、2011年4月 - ）リポーター
- クマガイのみ
  - おはよう朝日です（朝日放送テレビ、2007年4月 - ）リポーター
- ええやん！あかし（明石ケーブルテレビ　たこチャンネル、2011年 - ）司会
  - おやかまっさん（KBS京都、2016年10月 - 2019年3月 ) アシスタント（火曜・水曜のみ出演）

### CM
- 高須クリニック　（2018年 ‐ 2019年12月）
- 六甲バター　QBB ベビーチーズ　CMソング

### その他
- LIVESTAR's RECOMMEND（JOYSOUND待ち受け番組、2008年1月 -）MC、クマガイのみ